# Oblazione (diritto)
L'oblazione, nel diritto processuale penale italiano, è una causa di estinzione del reato limitata alle contravvenzioni, prevista agli articoli 162 e 162-bis del codice penale italiano. Gli organi competenti sono il giudice dibattimentale (monocratico o di pace) e il GIP.

## Etimologia
Il termine "oblazione" deriva dal latino oblatio\offerre, che significa "offrire". Il suo significato letterale è: "offerta, elemosina". In senso figurato può anche significare "invocazione, preghiera, sacrificio". Nel diritto è una causa di estinzione del reato consistente nel pagamento volontario (quindi una "offerta") di una somma.

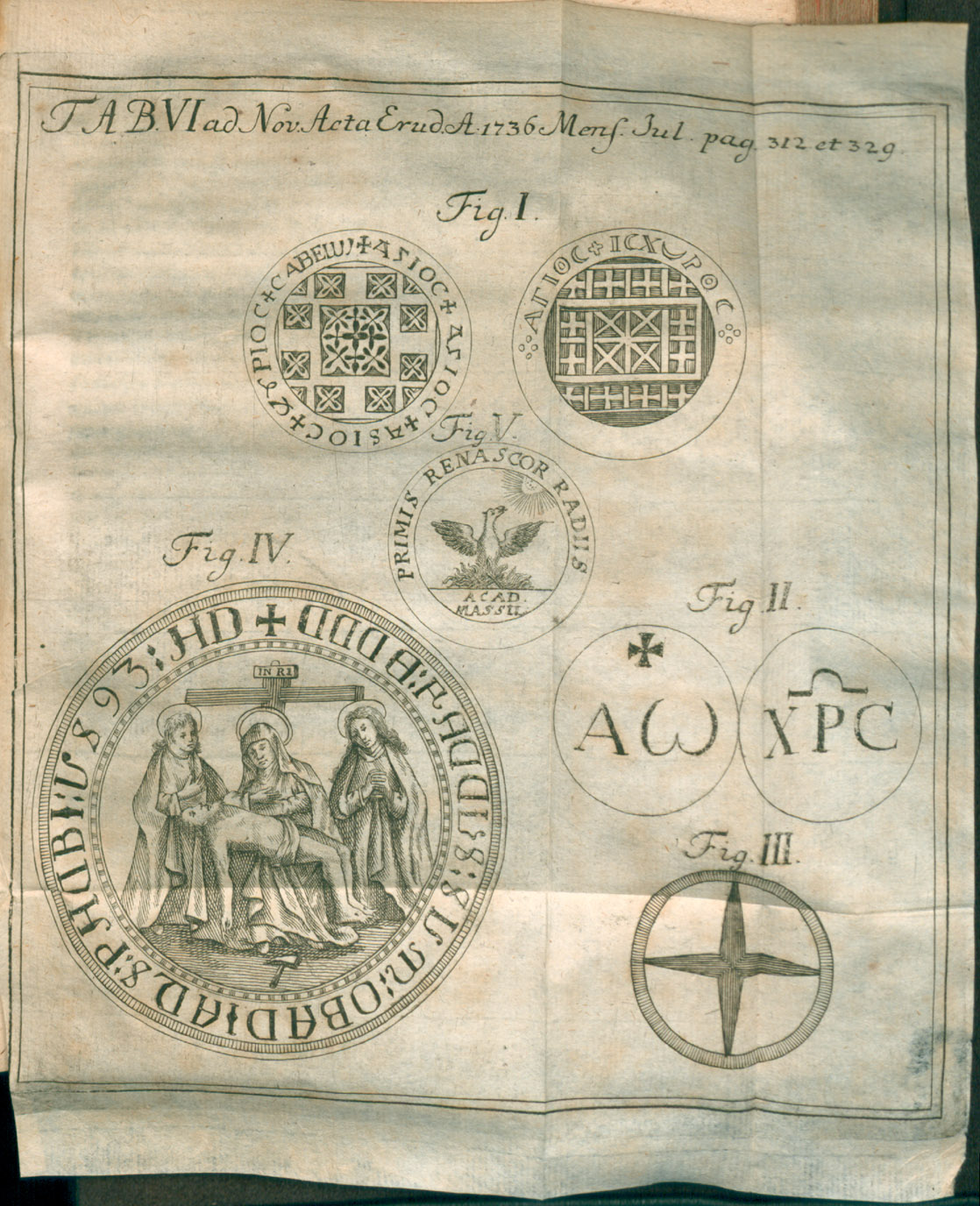
Tavola illustrativa dell'articolo Delle Oblazioni all' Altare Dissertazione Storico-teologica di Francesco Berlendis e pubblicato sugli Acta Eruditorum del 1736.

## Diritto
L'oblazione è una causa di estinzione del reato limitata alle contravvenzioni, prevista agli articoli 162 e 162-bis del codice penale. Originariamente l'oblazione poteva essere concessa solamente per le contravvenzioni punite con la pena dell'ammenda (art. 162 Codice penale). Si è poi prevista un'ulteriore ipotesi di oblazione facoltativa (ovvero che non spetta di diritto come nel caso precedente ma è a discrezione del giudice), riguardante le contravvenzioni punite con la pena alternativa dell'arresto o dell'ammenda (art. 162-bis Codice penale)
L'oblazione consiste nel pagamento di una somma di denaro pari a un terzo del massimo dell'ammenda stabilita dalla legge come pena per le contravvenzioni punite con la sola pena dell'ammenda, ovvero pari alla metà del massimo, quando si tratti di contravvenzione punita alternativamente con l'arresto o con l'ammenda. Il pagamento di tale somma estingue per ogni effetto di diritto il reato e non consegue alcuna iscrizione nel certificato del casellario giudiziale dell'indagato/imputato. L'oblazione è prevista per diversi reati quali il versamento di assegni in bianco o la violazione del diritto d'autore, ai sensi della legge n. 43 del 2005.
Nel caso di contravvenzioni punite con pena alternativa, l'oblazione è inammissibile allorché il reo sia recidivo reiterato per delitti non colposi ovvero ne sia stata dichiarata l'abitualità nelle contravvenzioni o la professionalità nel reato. L'oblazione è parimenti inammissibile allorché permangano conseguenze dannose o pericolose del reato eliminabili da parte del contravventore.
Il Giudice può altresì rigettare l'istanza d'oblazione avendo riguardo alla gravità del reato (art. 162-bis Codice Penale). Nel corso delle indagini preliminari la domanda d'oblazione è presentata al pubblico ministero che ne cura la trasmissione (unitamente agli Atti d'indagine e al proprio parere) al Giudice per le indagini preliminari che è competente a decidere sulla domanda (art. 141 Disposizioni Attuazione Codice Procedura Penale).
Prima delle modificazioni introdotte con il decreto-legge n. 117/2007 (cosiddetto Decreto Bianchi), l'oblazione non era prevista per chi guidava in stato di ebbrezza. Con la sentenza della Corte di cassazione n. 25056 del 28 giugno 2007 è stato infatti accolto il ricorso della procura generale presso la Corte d'appello di Brescia, presentato contro una sentenza del GIP del Tribunale di Brescia di non luogo a procedere, emessa nei confronti di un automobilista positivo all'etilometro, per estinzione del reato per intervenuta oblazione. A seguito delle modifiche normative che hanno istituito le tre fasce entro cui ricondurre lo stato di ebbrezza, l'istituto dell'oblazione era concesso nell'ambito nella prima fascia (cioè per la guida in stato di ebbrezza con un tasso alcolico accertato inferiore o uguale a 0,8 g/l, contravvenzione punita con la sola pena dell'ammenda), ma con le successive modificazioni al Codice della strada (agosto 2010), la prima fascia (0,50-0,80 g/l) è stata depenalizzata a illecito amministrativo.
È molto importante valutare l'oblabilità dei decreti penali di condanna poiché si evita qualsiasi iscrizione nel casellario giudiziale (di fatto si rimane incensurati). Inoltre il reato commesso e oblato, in quanto estinto, non costituirà recidività qualora venga commesso un reato analogo.
Nel caso di pagamento del decreto penale invece, si riceve di fatto una condanna penale e servono dai 2 ai 5 anni (a seconda dei casi) per chiedere la declaratoria di estinzione del reato (anche se a seguito della pronuncia di estinzione la condanna permane nel casellario giudiziario con l'indicazione che il reato è estinto), sempre che in tale lasso di tempo il soggetto non commetta un delitto o una contravvenzione della stessa indole.